# Isla Brusneva
La isla Brúsneva (en ruso: Остров Бруснева, Óstrov Brúsneva)
es una pequeña isla en el mar de Láptev, que es parte de la Federación de Rusia. Está ubicada junto a la parte oriental del delta del río Lena, en la bahía de Tiksi, a sólo 5 km de Tiksi. Su longitud es de 2,3 km y su anchura máxima de menos de 1 km. El nombre de esta isla, dedicada por Fiódor Matisen al explorador ruso Mijaíl Brúsnev, también se escribe como "Brusnova" en algunos mapas.
La bahía de Tiksi, la zona donde se encuentra la isla Brúsneva, está sujeta al severo clima del Ártico, con vientos y ventiscas frecuentes. El mar en la bahía está congelado por lo menos nueve meses al año.